# Henk van Leeuwen

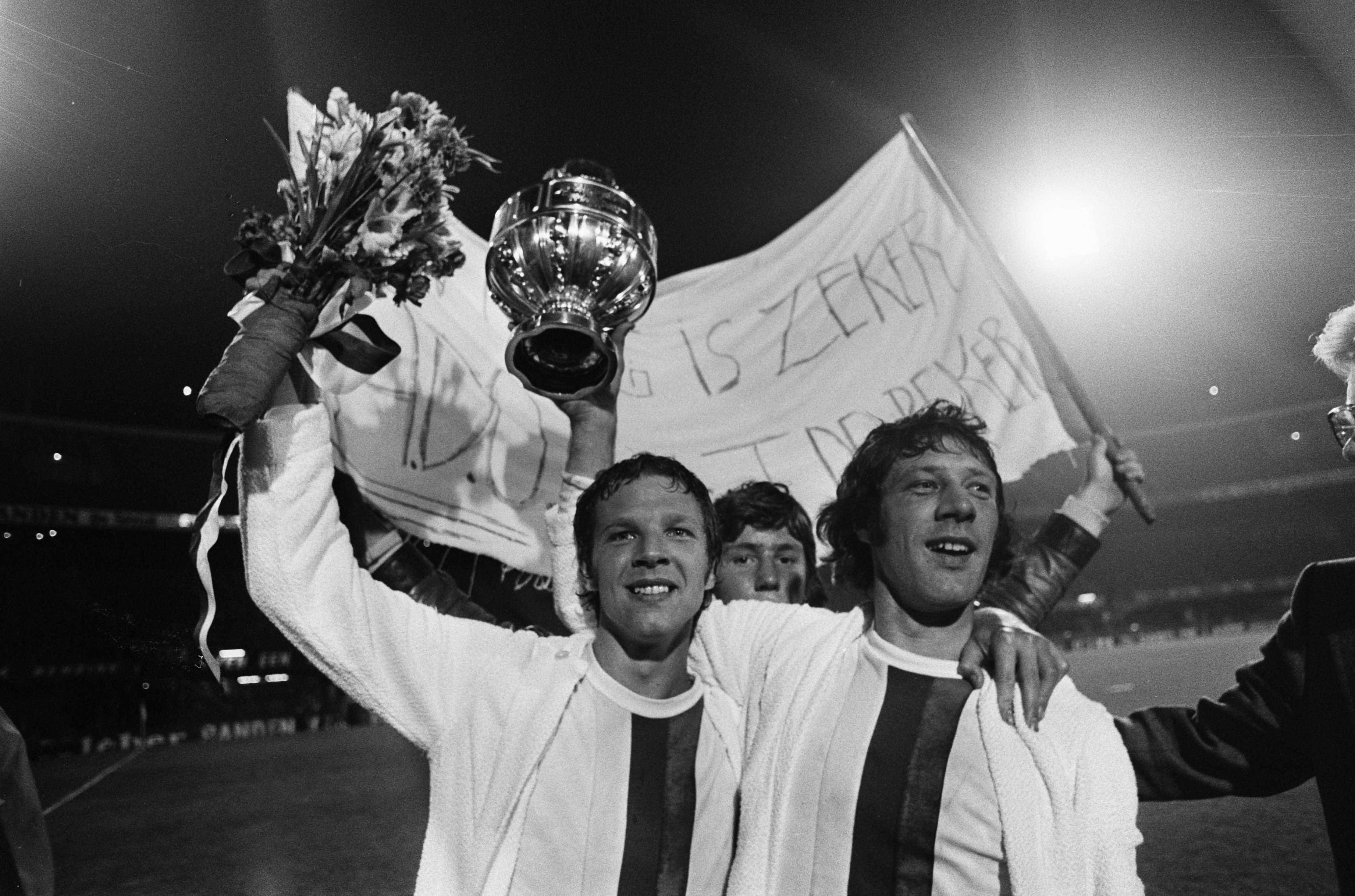
Matchwinner Henk van Leeuwen (links) viert samen met Aad Mansveld de winst van de KNVB Beker in 1975.

Henk van Leeuwen (Rotterdam, 2 april 1951) is een voormalig Nederlands profvoetballer. De aanvaller genoot zijn opleiding bij Feyenoord, maar brak pas door bij Roda JC en met name FC Den Haag, waar hij zeven jaar zou doorbrengen.
Van Leeuwen kwam als speler van FC Den Haag tot twee interlands voor het Nederlands voetbalelftal. In beide wedstrijden had hij een basisplaats en maakte de 90 minuten vol. Beide wedstrijden (tegen Israël en Tunesië) werden gewonnen en in de laatste wedstrijd scoorde hij. Een knieblessure hield hem weg van de WK-eindronde van 1978 in Argentinië.
Van Leeuwen sloot zijn carrière af bij DS '79 en is nu belegger in onroerend goed en adviseur in de vastgoedsector.

## Statistieken
| seizoen | club        | land      | competitie     | wed. | dlp. |
| ------- | ----------- | --------- | -------------- | ---- | ---- |
| 1969/70 | Feyenoord   | Nederland | Eredivisie     | 1    | 0    |
| 1970/71 | Feyenoord   | Nederland | Eredivisie     | 0    | 0    |
| 1971/72 | Feyenoord   | Nederland | Eredivisie     | 1    | 0    |
| 1972/73 | Roda JC     | Nederland | Eerste divisie | 38   | 17   |
| 1973/74 | Roda JC     | Nederland | Eredivisie     | 30   | 4    |
| 1974/75 | FC Den Haag | Nederland | Eredivisie     | 27   | 10   |
| 1975/76 | FC Den Haag | Nederland | Eredivisie     | 33   | 16   |
| 1976/77 | FC Den Haag | Nederland | Eredivisie     | 23   | 10   |
| 1977/78 | FC Den Haag | Nederland | Eredivisie     | 33   | 15   |
| 1978/79 | FC Den Haag | Nederland | Eredivisie     | 22   | 3    |
| 1979/80 | FC Den Haag | Nederland | Eredivisie     | 15   | 3    |
| 1980/81 | FC Den Haag | Nederland | Eredivisie     | 24   | 6    |
| 1981/82 | FC Den Haag | Nederland | Eredivisie     | 0    | 0    |
|         | DS'79       | Nederland | Eerste divisie | 22   | 7    |
| 1982/83 | DS'79       | Nederland | Eerste divisie | 17   | 1    |

## Erelijst
Naast de eerder genoemde interlands speelde Van Leeuwen 7 wedstrijden in Europa Cup. Eenmaal mocht hij opdraven in een Europa Cup 1 duel namens Feyenoord en zesmaal voor de Europa Cup II namens FC Den Haag. De kwartfinale wedstrijden tegen West Ham United in 1976 vormden het hoogtepunt.
Van Leeuwen maakte op 15 mei 1975 het enige doelpunt in de gewonnen KNVB Beker-finale tegen FC Twente.